# Peñablanca (Chile)

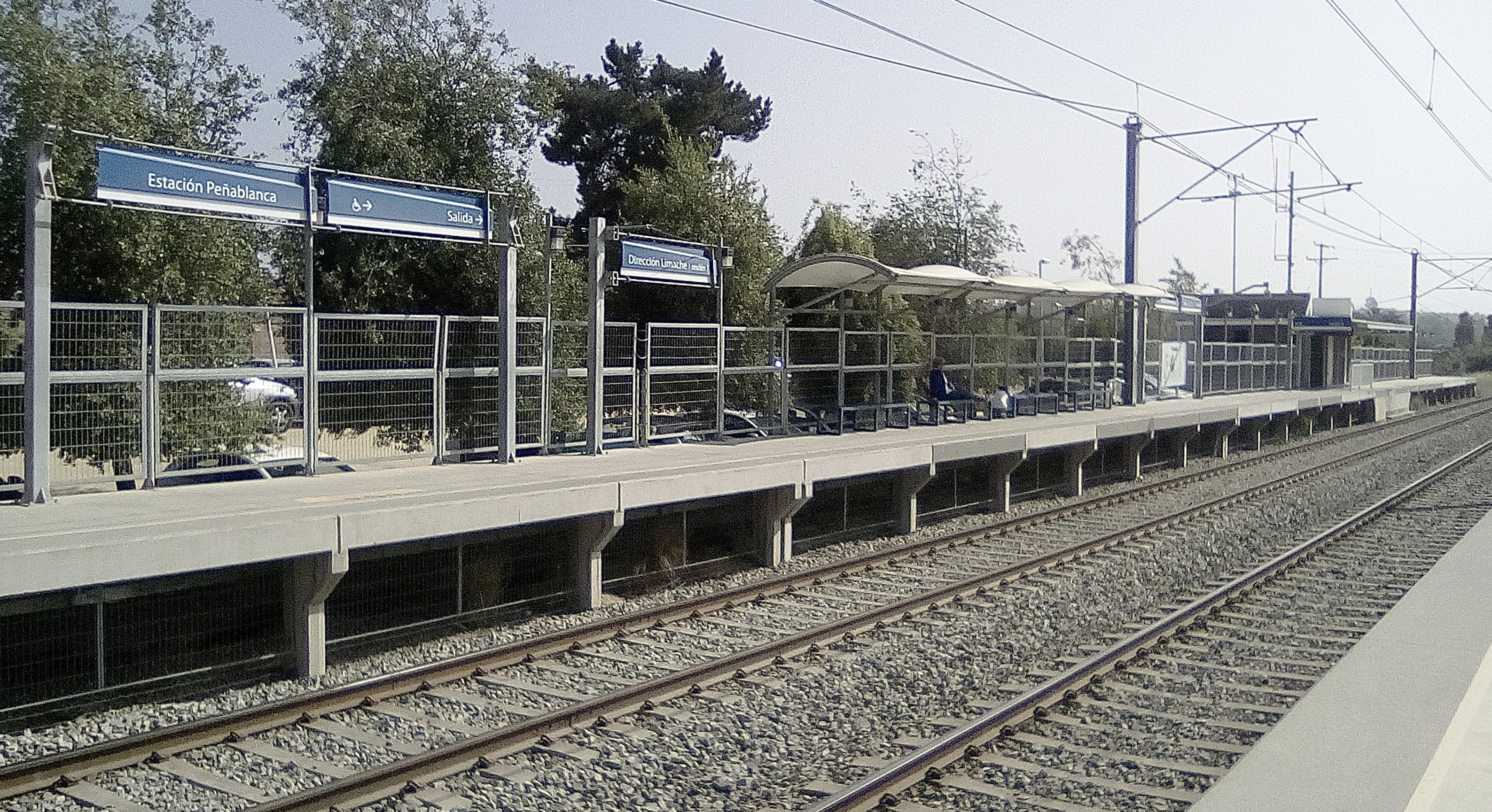
Estación Peñablanca del Tren Limache-Puerto.

Peñablanca es un sector residencial que forma parte de la comuna de Villa Alemana, Región de Valparaíso, Chile.

## Historia
En 1860 el lugar estaba dividido en dos propiedades, que comenzaron a fraccionarse para vender terrenos destinado a viviendas para arrieros, quienes bautizaron el sector como Peñablanca, debido a una gran piedra de ese color que les servía como referencia. Peñablanca formaba parte del Departamento de Casablanca, pero el 16 de noviembre de 1855 la zona fue declarada distrito del Departamento de Limache.
La inauguración del ferrocarril de Valparaíso a Santiago en 1863 llevó a la construcción de una estación en el lugar. En 1899 Peñablanca había crecido hasta convertirse en una aldea de 360 habitantes, y luego del terremoto de 1906 recibió a mucha gente desde Valparaíso.
En 1918, la vecina Villa Alemana recibió la denominación de comuna, y anexó al distrito de Peñablanca dentro de sus límites. Sin embargo, en 1928 el gobierno suprimió esta comuna, por lo que el sector pasó a depender de la comuna de Quilpué. En 1933 la comuna de Villa Alemana fue restablecida, con Peñablanca nuevamente dentro de sus límites.
En 1952 el distrito tenía 4140 habitantes, y en los años siguientes continuó su crecimiento hasta alcanzar una conurbación con Villa Alemana. En los años 2010 se consolidó como el sector con más crecimiento habitacional en la comuna de Villa Alemana.